# Ronde van Italië 2015/Vijfde etappe
De vijfde etappe van de Ronde van Italië 2015 werd op 13 mei verreden en was de eerste finish bergop. De renners reden een etappe van 152 kilometer van La Spezia naar Abetone. De Sloveen Jan Polanc won de etappe, Alberto Contador mocht de leiderstrui aantrekken.

## Verloop
De etappe werd in het begin gemaakt door kopgroep van vijf man. De vijf wisten lang een voorsprong van boven de 10 minuten te halen. Vanaf de slotklim was het verschil flink gekrompen, de enige die vooraan over bleven waren Sylvain Chavanel en Jan Polanc. Op vijf kilometer van de finish ging Alberto Contador in de aanval, Fabio Aru en Richie Porte konden mee. Andere favoriet Rigoberto Urán moest achterblijven. Jan Polanc wist uiteindelijk de etappe te winnen, Sylvain Chavanel werd net tweede voor het groepje met de drie grote favorieten.

## Uitslag
| La Spezia - Abetone (152 km) |                       |                 |          |
| Plaats                       | Naam                  | Ploeg           | Tijd     |
| Winnaar                      | Jan Polanc            | Lampre-Merida   | 4u09'18" |
| 2                            | Sylvain Chavanel      | IAM Cycling     | + 1'31"  |
| 3                            | Fabio Aru             | Astana          | z.t.     |
| 4                            | Alberto Contador      | Tinkoff-Saxo    | z.t.     |
| 5                            | Richie Porte          | Team Sky        | z.t.     |
| 6                            | Mikel Landa           | Astana          | + 1'44"  |
| 7                            | Dario Cataldo         | Astana          | + 1'53"  |
| 8                            | Joeri Trofimov        | Katjoesja       | z.t.     |
| 9                            | Damiano Caruso        | BMC Racing Team | z.t.     |
| 10                           | Darwin Atapuma        | BMC Racing Team | z.t.     |
|                              |                       |                 |          |
| 19                           | Jurgen Van den Broeck | Lotto Soudal    | + 2'54"  |
| 25                           | Stef Clement          | IAM Cycling     | + 2'32"  |

## Klassementen
| Plaats    | Naam                  | Ploeg              | Tijd      |
| --------- | --------------------- | ------------------ | --------- |
| Roze trui | Alberto Contador      | Tinkoff-Saxo       | 16u05'54" |
| 2         | Fabio Aru             | Astana             | + 2"      |
| 3         | Richie Porte          | Team Sky           | + 20"     |
| 4         | Roman Kreuziger       | Tinkoff-Saxo       | + 22"     |
| 5         | Dario Cataldo         | Astana             | + 28"     |
| 6         | Esteban Chaves        | Orica-GreenEdge    | + 37"     |
| 7         | Giovanni Visconti     | Movistar           | + 56"     |
| 8         | Mikel Landa           | Astana             | + 1'01"   |
| 9         | Davide Formolo        | Cannondale-Garmin  | + 1'15"   |
| 10        | Andrey Amador         | Movistar           | + 1'18"   |
| 11        | Damiano Caruso        | BMC Racing Team    | + 1'22"   |
| 12        | Rigoberto Urán        | Etixx-Quick Step   | z.t.      |
| 13        | Leopold König         | Team Sky           | + 1'24"   |
| 14        | Joeri Trofimov        | Katjoesja          | z.t.      |
| 15        | Amaël Moinard         | BMC Racing Team    | + 1'46"   |
| 16        | Darwin Atapuma        | BMC Racing Team    | + 1'49"   |
| 17        | Damiano Cunego        | Nippo-Vini Fantini | + 2'12"   |
| 18        | Simon Clarke          | Orica-GreenEdge    | + 2'21    |
| 19        | Jurgen Van den Broeck | Lotto Soudal       | + 2'27"   |
| 20        | Alexandre Geniez      | FDJ                | + 2'33"   |
|           |                       |                    |           |
| 31        | Steven Kruijswijk     | LottoNL-Jumbo      | 9'54"     |

| Puntenklassement |                  |                             |        |
| Plaats           | Naam             | Ploeg                       | Punten |
| Rode trui        | Elia Viviani     | Team Sky                    | 53     |
| 2                | Marco Frapporti  | Androni Giocattoli-Sidermec | 40     |
| 3                | Moreno Hofland   | LottoNL-Jumbo               | 35     |
|                  |                  |                             |        |
| 6                | Philippe Gilbert | BMC Racing Team             | 26     |

| Bergklassement |                   |                   |        |
| Plaats         | Naam              | Ploeg             | Punten |
| Blauwe trui    | Jan Polanc        | Lampre-Merida     | 15     |
| 2              | Pavel Kotsjetkov  | Katjoesja         | 15     |
| 3              | Davide Formolo    | Cannondale-Garmin | 14     |
|                |                   |                   |        |
| 16             | Bert-Jan Lindeman | LottoNL-Jumbo     | 3      |
| 19             | Philippe Gilbert  | BMC Racing Team   | 2      |

| Jongerenklassement |                |                   |            |
| Plaats             | Naam           | Ploeg             | Tijd       |
| Witte trui         | Fabio Aru      | Astana            | 16u'05'56" |
| 2                  | Esteban Chaves | Orica-GreenEdge   | + 35"      |
| 3                  | Davide Formolo | Cannondale-Garmin | + 1'13"    |
|                    |                |                   |            |
| 26                 | Moreno Hofland | LottoNL-Jumbo     | + 55'20"   |
| 32                 | Louis Vervaeke | Lotto Soudal      | + 58'14"   |

| Ploegenklassement |                 |            |
| Plaats            | Ploeg           | Tijd       |
|                   | Astana          | 47u'39'59" |
| 2                 | BMC Racing Team | + 43"      |
| 3                 | Team Sky        | + 2'23"    |
|                   |                 |            |
| 7                 | Lotto Soudal    | + 25'09"   |
| 19                | LottoNL-Jumbo   | + 1u27'57" |

1e etappe ·
2e etappe ·
3e etappe ·
4e etappe ·
5e etappe ·
6e etappe ·
7e etappe ·
8e etappe ·
9e etappe ·
10e etappe ·
11e etappe ·
12e etappe ·
13e etappe ·
14e etappe ·
15e etappe ·
16e etappe ·
17e etappe ·
18e etappe ·
19e etappe ·
20e etappe ·
21e etappe
Startlijst · Eindstanden · Afbeeldingen